# Sunny Bastards
Sunny Bastards, également appelé Sunny Bastards Records, est un label indépendant allemand, et maison de production spécialisée dans les films de long métrage et documentaires spécifiques à la sous-culture.

## Histoire
L'entreprise est fondée en 2003 en tant que simple maison de production. Les premières sorties sont Made in Britain et un DVD musical de Pöbel & Gesocks. Avec Sunny Visions, le label publie également son propre fanzine sur DVD.
En 2004, la maison de production s'élargit pour inclure un label de musique. Une série de compilations intitulée Sun of a Bastard est à sa neuvième édition en 2017. L'album-hommage de Slime Alle gegen Alle est indexé par la Bundesprüfstelle für jugendgefährdende Medien (BPjM).

## Groupes et artistes
- 180 Grad (de)
- Annex5 (de)
- Bad Nenndorf Boys (de)
- Brigade S.
- Cotzraiz (de)
- Dörpms (de)
- Drop Out Chaos (de)
- Eastside Boys (de)
- Emscherkurve 77 (de)
- FLEISCHWOLF
- Gumbles (de)
- Lazy Bastards
- Lost Boyz Army (de)
- Melanie and the Secret Army
- Menace
- Pöbel & Gesocks (de)
- Roimungstrupp
- Rüpels Royal
- Stomper 98 (de)
- This Means War (2023)[4]
- Verlorene Jungs (de)
- Wiens No.1

## Filmographie
- 1979 : Brennende Langeweile
- 1987 : Verlierer
- 1990 : ULTRA – Blutiger Sonntag
- 1997 : Dazlak – Skinhead
- 2000 : The Edge of Quarrel
- 2003 : Skinhead Attitude
- 2005 : White Terror